# ده‌باله نیوزیلندی
ده‌باله نیوزیلندی (نام علمی: Decapterus koheru) نام یک گونه از سرده ده‌باله‌ها است.